# Alfredo Arpaia
Alfredo Arpaia (Pompei, 14 agosto 1930 – Napoli, 6 gennaio 2019) è stato un politico italiano.

## Biografia
Laureato in medicina e chirurgia. Candidato con il Partito Repubblicano Italiano alle elezioni politiche del 1979, non risulta eletto. Diventa poi deputato nell'agosto 1982 subentrando al posto del deputato Francesco Compagna, deceduto, nell'ottobre dello stesso anno lasciò il PRI per aderire al gruppo misto; rimase in carica fino al termine della VIII legislatura, nell'estate 1983.
Dal 2002, succedendo a Pasquale Bandiera e fino al 2016, è stato Presidente Nazionale della Lega Italiana dei Diritti dell'Uomo, per poi essere nominato Commissario Speciale nel 2018 successivamente le dimissioni di Antonio Stango dalla presidenza della Lega.
Dal 2017 aveva altresì ricoperto la carica di Consigliere Nazionale del Corpo Italiano di San Lazzaro.
È morto il 6 gennaio del 2019 all'età di 88 anni.